# Лепеница (притока Фојничке ријеке)
Лепеница је ријека у Босни и Херцеговини, десна притока Фојничке ријеке. Дуга је 33 km. Ријека Лепеница пролази кроз општину Кисељак.